# 여인의 빛
여인의 빛(Womanlight, Clair De Femme)은 이탈리아에서 제작된 코스타 가브라스 감독의 1979년 드라마 영화이다. 로미 슈나이더 등이 주연으로 출연하였고 조지-알레인 버일 등이 제작에 참여하였다.

## 출연

### 주연
- 로미 슈나이더
- 이브 몽땅
- 릴라 케드로바

### 조연
- 캐서린 알레그리
- 로베르토 베니니
- 하인츠 베넨트
- 가브리엘 자부
- 다니엘 메스귀치
- 프랑수아 페로
- 장 르노
- 다이터 쉬더
- 로몰로 발리

## 제작진
- 원작자: 로맹 가리
- 미술: 마리오 시아리
- 미술: 에릭 시몬